# Omphalotus nidiformis
Omphalotus nidiformis es una especie de hongo de la familia Marasmiaceae. La distribución geográfica se encuentra principalmente en el sur de Australia y Tasmania, aunque se informó de su presencia en la India en 2012. Los cuerpos fructíferos (basidiocarpos) miden aproximadamente 30 cm de ancho, tienen forma de embudo o abanico, con sombreros color crema con tonos naranja, marrón, púrpura o negro azulado. Las láminas blancas o cremosas se localizan a lo largo del estipe, el cual mide hasta 8 cm de longitud y se estrecha en la base. El hongo es saprótrofo y parasitario, generalmente con basidiocarpos creciendo en grupos superpuestos en una amplia variedad de árboles muertos o moribundos.
Descrita por primera vez en 1844, la especie ha sido conocida por varios nombres en su historia taxonómica. El micólogo estadounidense Orson K. Miller Jr. le asignó su nombre actual en 1994. Su nombre científico deriva del latín nidus, «nido», debido a su «forma de nido». Similar en apariencia a los miembros del género Pleurotus, previamente se consideraba perteneciente a dicho grupo y tuvo por nombres Pleurotus nidiformis o Pleurotus lampas. A diferencia de Pleurotus, O. nidiformis es venenoso; aunque no es letal, provoca vómitos media hora a dos horas después del consumo. Las propiedades tóxicas del hongo se atribuyen a compuestos conocidos como iludinas. La especie pertenece al género cosmopolita Omphalotus, que se caracterizan por tener propiedades bioluminiscentes.

## Descripción
Los cuerpos fructificantes (basidiocarpos) pueden ser vistos en la madera muerta o enferma. Pueden ser vistos durante la noche por su resplandor blanquecino pálido en la base de eucaliptos. El sombrero tiene un color muy variable, algunas veces es color crema aunque también puede ser teñido de naranja, marrón, gris, morado o, incluso, en tonos azul-negro. El borde tiene un tono más ligero, en general, cremoso, si bien las presentaciones marrones tienen tonalidades canela o marrón. Generalmente el centro tiene tonos más oscuros, que suelen ser más intensos en especímenes más jóvenes. Al crecer hasta 30 cm de diámetro, el sombrero adopta una forma de abanico o embudo con bordes enrollados. Las láminas, de color blanco cremoso, son decurrentes y frecuentemente gotean con la humedad; pueden tener hasta 13 mm de profundidad y estar un poco distantes o con espacios estrechos entre sí; también pueden desarrollar un borde liso que se erosiona en la madurez. El estipe puede ser central a lateral en el encaje con el sombrero, llega a medir hasta 8 cm de largo y estrecharse en la base. La carne fina es blanca cremosa, pero puede tener tonos rojizos cerca de la base del estipe. No tiene olor o sabor distintivo. La esporada es blanca.

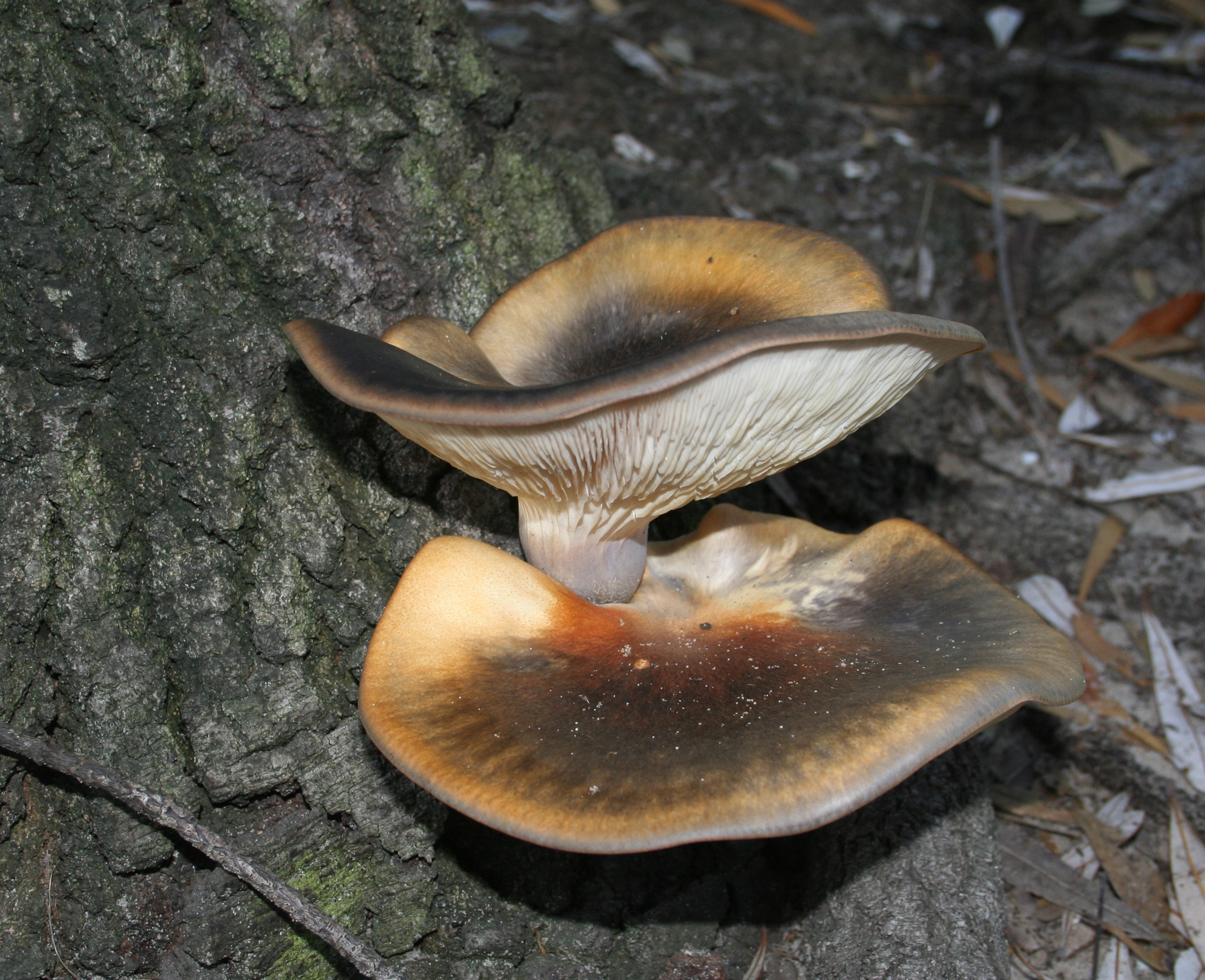
Basidiocarpos con tonos oscuros en Sídney.

Las esporas tiene una forma más o menos elíptica, con menor frecuencia esférica, y tienen dimensiones de 7.5-9.5 × 5-7 μm. Sus paredes son delgadas, inamiloideas (traslúcidas) y con una superficie lisa. Cada una cuenta con un apéndice hilar prominente. Los basidios (células productoras de esporas) miden 32-42 × 6-9 μm, tienen cuatro esporas agrupadas como un trébol, con esterigmas de hasta 7 μm de longitud. Los cheilocistidios (cistidios que se encuentran en los bordes de las láminas) son abundantes y miden 15-40 × 3-6 μm; no tiene pleurocistidios, es decir, carece de cistidios en el contorno de las láminas. La cutícula del sombrero (pileipellis) comprende una capa fina de hifas de 3-6 μm de ancho, las cuales se entrelazan libremente o con firmeza. Las hifas tienen conexiones de abrazadera.
La bioluminiscencia de los cuerpos fructificantes se observa mejor en condiciones de poca luz, como cuando se utiliza la visión nocturna. Las láminas son la parte más luminiscente del hongo, ya que emite un brillo verdoso que se desvanece al envecejer. Aunque la intensidad de la luminiscencia es variable, el biólogo irlandés William Henry Harvey informó una vez de que era lo suficientemente brillante como para leer por el lente de un reloj. Se desconoce si el micelio también es bioluminiscente.
Omphalotus nidiformis puede confundirse con Pleurotus australis (seta comestible), de color marrón y no brilla en la oscuridad. La confusión con otra seta comestible similar, Pleurotus ostreatus, común en el hemisferio norte y cultivada comercialmente, ha involucrado un caso documentado de envenenamiento.

## Taxonomía

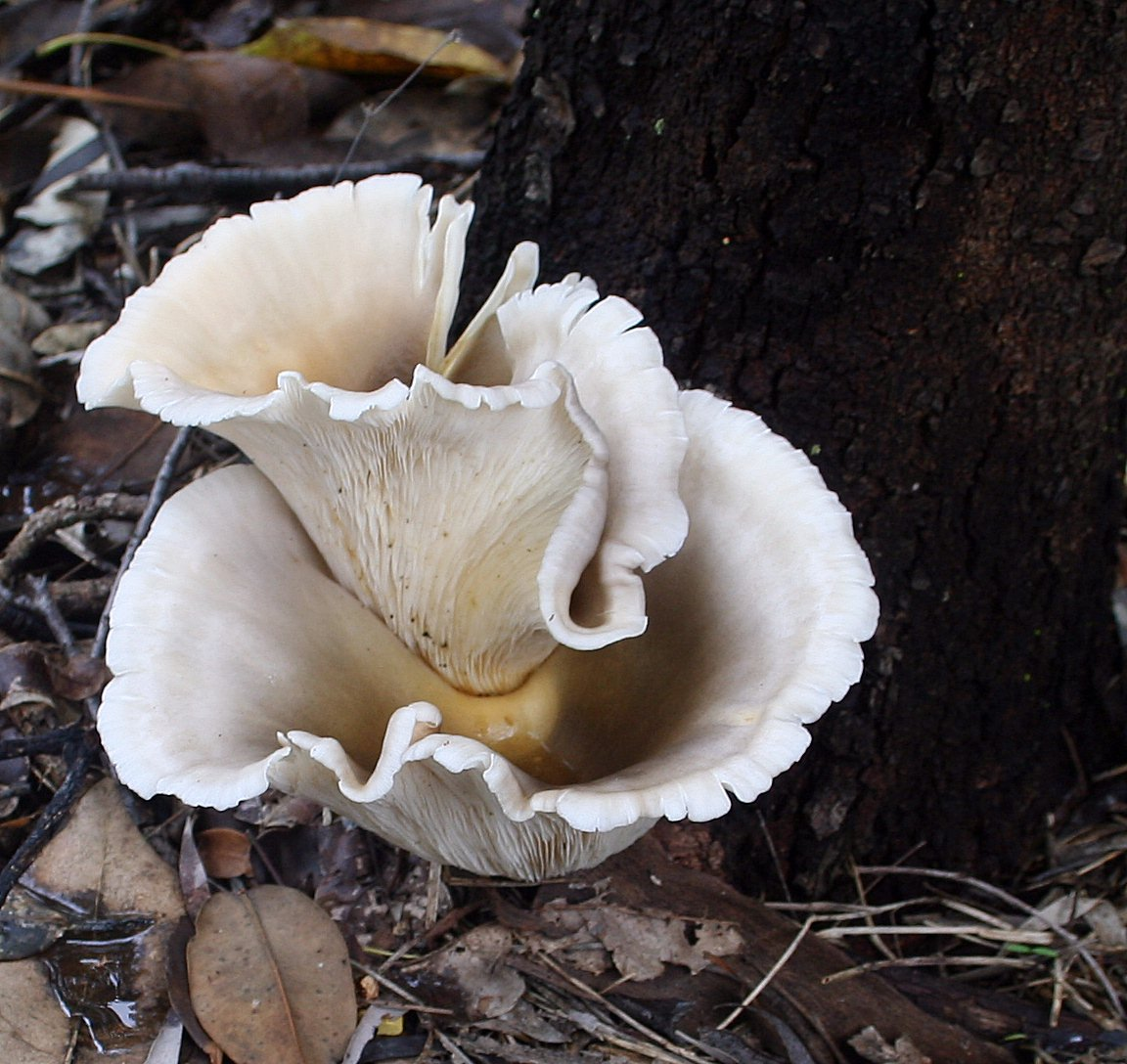
Ejemplar fotografiado bajo el arbusto Hakea salicifolia.

La especie fue descrita inicialmente en 1844 como Agaricus nidiformis por el naturalista inglés Miles Joseph Berkeley, quien pensó que estaba relacionada con A. ostreatus (ahora Pleurotus ostreatus), pero comentó que era una «especie mucho más magnífica». Originalmente fue recogida por el naturalista escocés James Drummond en 1841 en un bosque de banksias a lo largo del río Swan. Escribió: «Cuando este hongo fue colocado sobre un periódico emitió por la noche una luz fosforescente que nos permitió leer las palabras alrededor de él y continuó haciéndolo durante varias noches mostrando una disminución gradual en la intensidad ya que la planta se secó». Se recolectó más material cerca de la base de un arbusto (Grevillea drummondii) «enfermizo pero viviente», el cual fue nombrado Agaricus lampas por Berkeley, quien señaló que ambas especies eran fosforescentes y estrechamente relacionadas. En octubre de 1845, el botánico Ronald Campbell Gunn recogió más muestras en Tasmania, que Berkeley opinó que diferían de colecciones anteriores por tener láminas más demarcadas y menos decurrentes y un estipe corto, por lo que la nombró Agaricus phosphorus en 1848. El micólogo italiano Pier Andrea Saccardo ubicó a los tres taxones mencionados en el género Pleurotus en 1887; luego fueron considerados sinónimos de O. nidiformis, aunque el nombre Pleurotus lampas persistió en algunos textos, como la monografía sobre los hongos australianos (1934-1935) de John Burton Cleland. En la revisión de la literatura publicada, Jim Willis (botánico australiano oficial de enlace en Victoria) estaba al tanto de la clasificación de Pleurotus olearius por Rolf Singer en Omphalotus, pero no llegó a transferir a O. nidiformis, a pesar de que había reconocido que fue asignado erróneamente a Pleurotus. En una investigación de la especie en 1994, Orson K. Miller Jr. dio al hongo su actual nombre binomial cuando lo transfirió al género Omphalotus junto a otros hongos bioluminiscentes.
El epíteto específico nidiformis se deriva de los vocablos latinos nīdus, «nido», y forma, «apariencia» o «forma», por tanto, la unión de ambos significaría literalmente «en forma de nido»; lampas proviene del griego antiguo λαμπας, «antorcha». En Australia, los nombres vernáculos son «hongos fantasma» (ghost fungus) y «hongos resplandeciente australiano» (Australian glow fungus). Drummond documentó que los aborígenes locales tuvieron miedo cuando les mostró el hongo luminiscente y gritaron chinga, una palabra local para «espíritu»; además, lo comparó con un fuego fatuo. Del mismo modo, en la meseta Springbrook, al sudeste de Queensland, los nativos del clan kombumerri creían los resplandores eran sus ancestros y despejaron una amplia zona por respeto.
Varios miembros de Omphalotus con propiedades bioluminiscentes similares están esparcidos por el mundo y se presume que todos son venenosos. Los más conocidos son la seta de olivo (O. olearius) y el tsukiyotake (O. japonicus (Kawam.) Kirchm. & O.K. Mill., anteriormente Lampteromyces japonicus (Kawam.) Sing.), que se encuentran en Japón y el este de Asia. Un estudio molecular publicado en 2004 mostró que O. nidiformis está más estrechamente relacionado con O. olivascens, que es abundante en el sur y centro de California. Miller señaló que los colores y matices de O. nidiformis se asemejan mucho a los de O. olivascens.
En el laboratorio, experimentos de reproducción de la especie y otros miembros de Omphalotus han revelado un bajo nivel de compatibilidad (capacidad de reproducirse entre ellos y producir híbridos fértiles), lo que indica que es genéticamente distinta y ha estado aislada durante mucho tiempo. Asimismo, la poca compatibilidad con O. illudens sugiere que la escisión taxonómica pudo haber sucedido al mismo tiempo que la separación de Gondwana y Laurasia durante el Carbonífero Superior, pero los autores del estudio admiten que la falta de registros fósiles hace imposible determinar si la especie o incluso el género existían en ese momento.
Miller señaló que parecían existir dos formas con diferente color reportadas en toda la distribución geográfica: una de color más cremoso, con tonos marrones y grises más oscuros en el sombrero que se ennegrece con la edad, y una otra completamente marrón, con un sombrero de bordes más claros y centro oscuro. Encontró que la variante de color crema era fuertemente luminiscente en el sombrero, estipe y láminas —más brillante que cualquier hongo del género—. La segunda forma era más débil en luminiscencia, restringida a las láminas. Sin embargo, algunos ejemplares con fuerte luminiscencia en la totalidad del cuerpo se registraron en setas marrones y los experimentos de laboratorio pudieron cruzarlos y producir descendencia fértil, lo que llevó a Miller a la conclusión de que se trataba de variantes fenotípicas de un solo taxón.

## Distribución y hábitat
La especie habita en dos distribuciones disyuntas en el sur de Australia. En el sudoeste de Australia Occidental, se ha reportado desde Perth y el sudoeste de Avon Wheatbelt hasta Augusta y al este a lo largo de la costa sur de Esperance. En el sureste del continente se encuentra desde la parte oriental de Australia Meridional, donde ha sido reportada en Mount Gambier y la península de Fleurieu, la sierra de Lofty alrededor de Adelaida, los Murraylands y al norte de la cordillera Flinders y del parque nacional Lincoln en el ápice de la península de Eyre, hasta el sudeste de Queensland. También está presente en Tasmania. Se puede encontrar en bosques de eucaliptos y pinos, en hábitats tan diversos como los matorrales áridos del parque nacional Wyperfeld y áreas subalpinas del parque nacional Mount Buffalo, así como en los parques y jardines urbanos. Los cuerpos fructificantes pueden ser numerosos y habitan en grupos superpuestos sobre la madera muerta. Fuera de Australia, se ha informado de su presencia en la isla Norfolk. En 2012, se reportó por primera vez en la India, específicamente en Kerala, donde se descubrió creciendo debajo un tocón de cocotero.

## Ecología

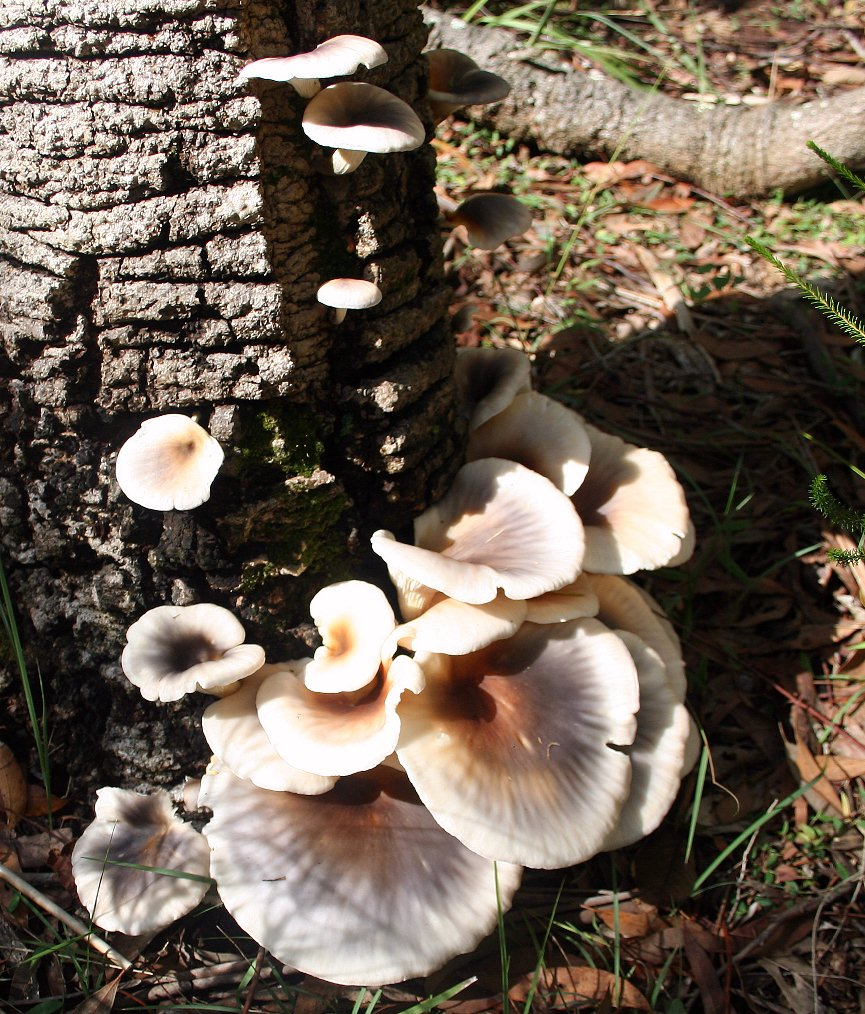
Basidiocarpos creciendo afuera de las fisuras profundas en la corteza de un árbol muerto de Banksia serrata, en Sylvan Grove Native Garden (Picnic Point, Nueva Gales del Sur).

El hongo es saprótrofo y parasitario, inespecífico en sus necesidades y compatible con una amplia variedad de hospederos. Entre ellos están los nativos Banksia (como B. attenuata y B. menziesii), Hakea, Acacia, Nuytsia floribunda, varios miembros de Myrtaceae —principalmente Agonis flexuosa, especies de Melaleuca y, especialmente, Eucalyptus—, así como de Nothofagus, ciertas especies de Casuarina, Allocasuarina fraseriana e incluso árboles introducidos como los miembros de los géneros Pinus o Platanus. Desempeña un papel importante en la descomposición de la madera y el reciclaje de nutrientes en el suelo.
Los miembros de Omphalotus causan una putrefacción blanca al romper la lignina en sus árboles hospederos. El hongo penetra en el duramen del árbol a través de una fisura en su corteza, ya sea en el hueco de una rama caída o por daños causados por insectos, muérdagos o la tala. O. nidiformis se ha implicado en la putrefacción del duramen de varias especies de eucalipto alrededor de Australia, como el marri (Corymbia calophylla) en el suroeste de Australia Occidental, el gomero manchado (C. maculata) y el roble australiano (Eucalyptus obliqua) en Nueva Gales del Sur y en E. pilularis, el eucalipto saligna (E. saligna), E. macrorhyncha y la menta de hojas angostas (E. radiata) en Victoria.
El Departamento de Agricultura de los Estados Unidos considera que existe un riesgo moderado a alto por la introducción accidental de O. nidiformis al país en astillas no tratadas de madera de eucalipto procedentes de Australia. En 1916, J. B. Cleland y Edwin Cheel sugirieron que, a pesar de que el hongo «no era de gran importancia económica», «sería conveniente erradicarlo con fuego en donde se encuentre».
Varias moscas del género Tapeigaster han sido recogidas de los cuerpos fructificantes, entre ellos T. cinctipes, T. annulipes y T. nigricornis; esta última utiliza los cuerpos fructificantes como hospedero para alojar a sus crías. Se han observado cuerpos fructificantes en el parque nacional Springbrook atrayendo insectos nocturnos como escarabajos, cucarachas nativas y grillos (Papuastus spp., etc.), así como caracoles terrestres (Hedleyella falconeri) y babosas (Triboniophorus graeffei), que consumen vorazmente el hongo.

## Aplicaciones bioquímicas
La seta no es comestible. Aunque supuestamente tiene un sabor suave, comerlo induce al vómito, que generalmente se produce entre media hora y dos horas después del consumo y dura varias horas. No se presenta diarrea y los pacientes se recuperan sin secuelas duraderas. Su toxicidad fue mencionada por primera vez por Anthony M. Young, en su guía Common Australian Fungi (1982). El ingrediente tóxico de muchas especies de Omphalotus es un compuesto sesquiterpeno, conocido como iludina S; también se han identificado la iludina M y un iludosin cometabolito. Las dos iludinas son comunes en el género Omphalotus y no se encuentran en cualquier otra seta basidiomiceta. Se han reportado otros tres compuestos adicionales únicos: iludinas F, G y H.
Se han investigado extractos de varias especies de setas australianas por la citotoxicidad en las células cancerosas; material procedente de O. nidiformis presenta toxicidad notable en cultivos celulares de cáncer gástrico (AGS), de colon (HT-29) y de mama independiente de estrógeno (MDA-MB-231). El irofulveno o 6-hidroximetilacilfulveno, un compuesto derivado de la iludina S, ha pasado por la fase II de ensayos clínicos como una posible terapia para varios tipos de cánceres. Extractos del basidiocarpo tienen propiedades antioxidantes y como eliminador de radicales libres, que pueden atribuirse a la presencia de compuestos fenólicos.